# Agustín Bugallo
Agustín Bugallo né le 23 avril 1995 à Barreal, est un joueur de hockey sur gazon argentin. Il évolue au poste de milieu de terrain à La Gantoise et avec l'équipe nationale argentine.

## Carrière

### Coupe du monde
- Top 8 : 2018

### Coupe d'Amérique
- : 2017, 2022

### Jeux olympiques
- Top 8 : 2020